# Tumidihesma flaviceps
Tumidihesma flaviceps är en biart som beskrevs av Exley 1996. Tumidihesma flaviceps ingår i släktet Tumidihesma och familjen korttungebin. Inga underarter finns listade i Catalogue of Life.

## Bildgalleri

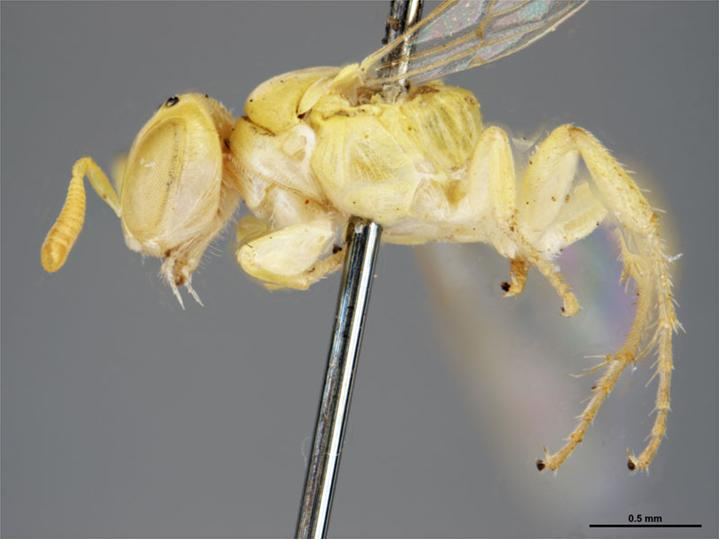